# Église Saint-Laurent de Bert
L'église Saint-Laurent est une église romane située à Bert, dans le département français de l'Allier. Elle est inscrite au titre des  monuments historiques.

## Description
L'église est composée d'une nef de trois travées, séparée par des arcs-doubleaux en plein cintre portés par des piles cruciformes avec trois colonnes engagées. Les travées sont flanquées de collatéraux, le tout voûté d'arêtes. L'abside est à chevet plat à laquelle est accolé le clocher quadrangulaire. Son architecture laisse penser que celui-ci a pu servir d'ouvrage défensif. Une frise double de billettes ornent les chapiteaux dont les bases sont décorées de feuillages.

## Localisation
L'église est située dans le village de Bert, commune rurale du centre-est de l'Allier.

## Historique
Construite au 11e et 12e siècles, l'édifice est inscrit au titre des monuments historiques en 1926.